# Tekla Jenike
Tekla Jenike z domu Dalewska herbu Krucini (ur. w 1838 w Kunkułce (powiat lidzki), zm. ?) – uczestniczka powstania styczniowego na Litwie, zesłana na Syberię.

## Życiorys
Czynnie uczestniczyła w powstaniu styczniowym, została aresztowana i zesłana z przyrodnią siostrą, Apolonią, wdową po Zygmuncie Sierakowskim do guberni penzeńskej. Udało się jej wrócić do Warszawy po kilku latach.
2 maja 1924 została odznaczona Krzyżem Kawalerskim Orderu Odrodzenia Polski „za zasługi, położone w walce o niepodległość Polski w powstaniu 1863 r.”.
Została pochowana na cmentarzu ewangelicko-augsburskim w Warszawie.

## Rodzina
Ojciec Tekli, Dominik Antoni Dalewski był dwukrotnie żonaty. Córką Dominika z pierwszego małżeństwa była Apolonia Dalewska, późniejsza żona Zygmunta Sierakowskiego.
Tekla Dalewska była córką Dominika Antoniego i drugiej jego żony, Dominiki z Narkiewiczów. Była jednym z ośmiorga ich dzieci. Jej rodzeństwo z tego małżeństwa to:
- Franciszek (1825–1904)
- Aleksander (1827–1862)
- Konstanty (1837–1871)
- Tytus (1841–1864)[4]
- Ksawera (1845–1900)
- Zuzanna
- Józefa.

W czerwcu 1870 roku wyszła za mąż w Warszawie za Ludwika Jenikego (1818–1903). Małżeństwo było bezdzietne.